# Champcey
Champcey era una comuna francesa situada en el departamento de Mancha, de la región de Normandía, que el uno de enero de 2016 pasó a ser una comuna delegada de la comuna nueva de Sartilly-Baie-Bocage al unirse con las comunas de Angey, La Rochelle-Normande, Montviron y Sartilly.

## Demografía
| Gráfica de evolución demográfica de Champcey entre 1800 y 2013 |
|                                                                |

Los datos demográficos contemplados en este gráfico de la comuna de Champcey se han cogido de 1800 a 1999 de la página francesa EHESS/Cassini, y los demás datos de la página del INSEE.